# Azelota diversipes
Azelota diversipes är en insektsart som beskrevs av Rehn, J.A.G. 1907. Azelota diversipes ingår i släktet Azelota och familjen gräshoppor. Inga underarter finns listade i Catalogue of Life.